# کیجی اینای
کیجی اینای (انگلیسی: Keiji Inai؛ زادهٔ ۱۷ مارس ۱۹۷۶) آهنگساز اهل ژاپن است. وی از سال ۱۹۹۹ میلادی تاکنون مشغول فعالیت بوده‌است.